# 超級機器人大戰X
《超級機器人大戰X》為萬代南夢宮娛樂發售的超級機器人大戰系列遊戲。簡稱「機戰X」「SRWX」。本作繼上個作品《超級機器人大戰V》後再度推出亞洲向版本，分別有繁體中文版、韓文版及英文版。
本作宣傳詞為「戰神們的命運，將在全新世界交會（X-cross-）」

## 概要
以SD比例表現的機器人跨界作品「超級機器人大戰系列」作品之一。除本來已經採用SD比例的魔神英雄傳維持原本外觀比例，其他機器人會以SD比例表現，但cut-in畫面則會變回原著的比例。
與《超級機器人大戰V》（下稱《V》）一樣，已明言不會發佈續作，為一作完的故事。。

## 參戰作品

### 一覽
★標誌為系列作初參戰作品。●標誌為只有機體登場。
- 無敵鋼人泰坦3（無敵鋼人ダイターン3）
- 聖戰士DUNBINE（聖戦士ダンバイン）
- ●聖戰士DUNBINE New Story of Aura Battler Dunbine（聖戦士ダンバイン New Story of Aura Battler Dunbine）
- 機動戰士ZGUNDAM（機動戦士Ζガンダム）
- 機動戰士GUNDAMZZ（機動戦士ガンダムΖΖ）
- 機動戰士GUNDAM 逆襲的夏亞（機動戦士ガンダム 逆襲のシャア）
- ●機動戰士GUNDAM 逆襲的夏亞 貝托蒂嘉的子嗣（機動戦士ガンダム 逆襲のシャア ベルトーチカ・チルドレン）
- 機動戰士GUNDAMF91（機動戦士ガンダムF91）
- ●機動戰士海盜GUNDAM 鋼鐵之七人（機動戦士クロスボーン・ガンダム 鋼鉄の7人）
- 新機動戰記GUNDAMW 無盡的華爾茲（新機動戦記ガンダムW Endless Waltz）
- ★高達 Reconguista in G（ガンダム Gのレコンギスタ）
- ★魔神英雄傳（魔神英雄伝ワタル）
- 勇者特急（勇者特急マイトガイン）
- Code Geass 反叛的魯路修R2（コードギアス 反逆のルルーシュR2）
- ★BUDDY COMPLEX（バディ・コンプレックス）
- ★BUDDY COMPLEX 完結篇 ―在回到那藍天的未來裏―（バディ・コンプレックス 完結編 ―あの空に還る未来で―）
- CROSSANGE 天使與龍的輪舞（クロスアンジュ 天使と竜の輪舞）
- 魔神凱撒（原創版）（マジンカイザー(オリジナル版)）
- 真魔神 衝擊！Z篇（真マジンガー 衝撃！Z編）
- ●真魔神ZERO vs暗黑大將軍（真マジンガーZERO vs暗黒大将軍）
- 天元突破紅蓮螺巖（天元突破グレンラガン）
- 劇場版 天元突破紅蓮螺巖 螺巖篇（劇場版 天元突破グレンラガン 螺巌篇）
- ★冒險少女娜汀亞（ふしぎの海のナディア）

### 解說
共23部作品。新參戰作品有5部。《聖戰士DUNBINE New Story of Aura Battler Dunbine》、《機動戰士GUNDAM 逆襲的夏亞 貝托蒂嘉的子嗣》、《機動戰士海盜GUNDAM 鋼鐵之七人》、《魔神凱撒（原創版）》、《真魔神ZERO vs暗黑大將軍》只有機體參戰。《機動戰士海盜GUNDAM 鋼鐵之七人》的主角托比亞·亞羅納克斯亦有參戰。另外參戰作品中沒有列出，但參戰的還有《魔裝機神系列》的賽巴斯塔及安藤正樹，及沿襲自魔神系列的原創機體「鐵金剛皇帝G（マジンエンペラーG）」。
家用機版權作中首次沒有《蓋特機器人》系列。
本作的《魔神凱撒（原創版）》是指出自《超級機械人大戰F完結篇》登場的魔神凱撒，而非往後的衍生OVA作品。是次參戰源於製作人寺田貴信未能於《V》中實現與鐵金剛皇帝G的共演，因此於本作中實現。
沒有傳統機器人登場的《宇宙戰艦大和號2199》由於在《V》裡參戰獲得好評，因此本作繼續引入類似的作品《冒險少女娜汀亞》（同樣沒有傳統機器人，但有萬能變形坦克）。
另外在《V》裡登場的超級機器人大戰原創機體「凶鳥」及「古倫加斯特」同樣獲得好評，因此就著本作的世界觀而得以讓「賽巴斯塔」登場。本作的「賽巴斯塔」在故事上與《超級機器人大戰OG》系列及《魔装機神》系列並沒關聯。。

### 封面登場機体
通常版
- 新鸚鵡螺號（海底兩萬哩）
- 飛翼高達零式（新機動戰記GUNDAMW 無盡的華爾茲）
- （BUDDY COMPLEX）
- 龍神丸（魔神英雄傳）
- 強者凱因（勇者特急）
- 蜃氣樓（Code Geass 反叛的魯路修R2）
- 魔神凱撒（魔神凱撒（原創版））
- G-SELF（高達 Reconguista in G）
- 紅蓮螺巖（天元突破紅蓮螺巖）
- 丹拜因（聖戰士DUNBINE）

Premium Anime Songs & Sound Edition
- （聖戰士DUNBINE）
- Hi-νGUNDAM（機動戰士高達 馬沙之反擊 貝托蒂嘉的子嗣）
- G-SELF 完全背包（高達 Reconguista in G）
- 龍王丸（魔神英雄傳）
- （勇者特急）
- 紅蓮聖天八極式（Code Geass 反叛的魯路修R2）
- （BUDDY COMPLEX）
- 魔神凱撒（魔神凱撒（原創版））
- 天元突破紅蓮螺巖（天元突破紅蓮螺巖）
- 新鸚鵡螺號（海底兩萬哩）

## 原創系列
擔當人設為高河弓(擔任鋼彈OO原案人設)、八房龍之助(機戰OG系列衍生作品人設兼作者)、中島和恵
預設隊名為X-Cross

### 原創人物
伊歐利·埃歐萊特（CV：新井良平）
本作男主角，異世界「艾爾·瓦司」居民，負責守護法律與秩序的守護者「魔從教團」一員並封號為「菫青石術士」。
保有強烈正義感的精神，但性格強硬又不認輸，和搭檔霍普斯相處不好也時常吵架。
真身是地球人，並非艾爾·瓦司居民，讀日本當地高中三年級時被招喚到艾爾·瓦司後被魔從教團收養，但這段期間被記憶修改
本名是葵伊織
安瑪莉·艾奎瑪琳（CV：佐藤聰美）
本作女主角，異世界「艾爾·瓦司」居民，同是「魔從教團」一員並封號為「藍柱石術士」。
有知書達禮的一面，平時性格膽小又軟弱，但內心深處有著強烈決心的精神。
和搭檔霍普斯相處良好。
真身是地球人，並非艾爾·瓦司居民，讀日本當地高中三年級時被招喚到艾爾·瓦司後被魔從教團收養，同樣和伊歐利被一同記憶修改
本名是天野亞真里
霍普斯（CV：野田圭一）
本作主角搭檔，是隻見多識廣並精通魔法的鸚鵡，擔任捷爾嘉德的戰鬥操作支援。
賽立克·奧普西蒂安（CV：真殿光昭）
「魔從教團」一員並封號為「黑曜石術士」。

### 原創機体
捷爾嘉德
沃斯·狄恩貝爾
魔獸恩殆

## 主題曲
OP
主唱：JAM Project
該曲同時翻唱中、韓文版
ED
主唱：JAM Project

## 期間限定生產版收錄歌曲
期間限定生產版收錄各機體的出自作品所使用的原曲(全35曲，但收錄的樂曲長度並非完整版，而是遊戲剪接版)，限定版只有日文版。Switch版只有下載版，没有Steam版。此外在Switch平台，普通版和限定版無法共用存檔。
01  - 藤原誠（《無敵鋼人泰坦3》OP）
02  -  MIO（《聖戰士DUNBINE》OP）
03  - 作曲：三枝成彰（《機動戰士Ζ鋼彈》BGM）
04  - ひろえ純（《機動戰士鋼彈ΖΖ》OP2）
05  - ひろえ純（《機動戰士鋼彈ΖΖ》ED2）
06  - TM NETWORK（《機動戰士鋼彈 逆襲的夏亞》ED）
07  - 森口博子（《機動戰士鋼彈F91》主題曲）
08  - 森口博子（《機動戰士鋼彈F91》形象曲）
09  - TWO-MIX（《機動戰士鋼彈W》OP1）
10  - TWO-MIX（《機動戰士鋼彈W 無盡的華爾茲》ED）
11  - TWO-MIX（《機動戰士鋼彈W 無盡的華爾茲 特別篇》ED）
12  - GARNiDELiA（《鋼彈 Reconguista in G》OP1）
13  - May J.（《鋼彈 Reconguista in G》OP2）
14  - ハセガワダイスケ（《鋼彈 Reconguista in G》ED）
15  - a.chi-a.chi（《魔神英雄傳》OP）
16  - a.chi-a.chi（《魔神英雄傳》ED）
17  - 岡柚瑠（《勇者特急》OP）
18  - PURPLE（《勇者特急》ED2）
19 - FLOW（《Code Geass 反叛的魯路修》OP）
20  - ORANGE RANGE（《Code Geass 反叛的魯路修 R2》OP）
21  - FLOW（《Code Geass 反叛的魯路修 R2》OP2）
22  - TRUE（《BUDDY COMPLEX》OP）
23  - ChouCho（《BUDDY COMPLEX》ED）
24  - TRUE（《BUDDY COMPLEX 完結篇 ―回到那片天空的未來―》插曲）
25  - 水樹奈奈（《CROSSANGE 天使與龍的輪舞》OP）
26  - 志方晶子（《CROSSANGE 天使與龍的輪舞》BGM）
27  - 水木一郎（《魔神凱撒（原創版）》）
28  - JAM Project（《真魔神 衝擊！Z編》OP2）
29  - SKE48（《真魔神 衝擊！Z編》ED2）
30  - 中川翔子（《天元突破紅蓮螺巖》OP）
31  - 中川翔子（《劇場版 天元突破紅蓮螺巖 螺巖篇》OP）
32  - 森川美穗（《海底兩萬哩》OP）
33 （《海底兩萬哩》BGM）
34  - 森川美穂（《海底兩萬哩》ED）
35  - JAM Project（《魔装機神 THE LORD OF ELEMENTAL》）

## 備注
1. 1 2 3 4 5  『週刊ファミ通 2017年12月28日号』18 - 19頁、Gzブレイン。

## 外部連結
- 超級機械人大戰X 官方網站 （页面存档备份，存于）
- 台灣萬代南夢宮娛樂網站遊戲介紹 （页面存档备份，存于）